# Tsuru Morimoto
Tsuru Morimoto (jap. 森本 鶴, Morimoto Tsuru; * 11. September 1970) ist eine ehemalige japanische Fußballspielerin.

## Karriere

### Verein
Sie begann ihre Karriere bei Nissan FC Ladies. Danach spielte sie bei Nikko Securities Dream Ladies und Lazio.

### Nationalmannschaft
Im Jahr 1994 debütierte Morimoto für die japanischen Nationalmannschaft. Sie wurde in den Kader der Weltmeisterschaft der Frauen 1995 berufen. Insgesamt bestritt sie fünf Länderspiele für Japan.

## Privates
Ihr Vater war der Leichtathlet Mamoru Morimoto.